# Loveleen Tandan
Loveleen Tandan (in indiano: लवलीन टंडन) (Delhi, 17 febbraio 1940) è una regista indiana.
Ha lavorato come co-regista al film The Millionaire.